# Neoepidesma vicinum
Neoepidesma vicinum är en tvåvingeart som först beskrevs av Macquart 1846.  Neoepidesma vicinum ingår i släktet Neoepidesma och familjen bredmunsflugor. Inga underarter finns listade i Catalogue of Life.